# Поло

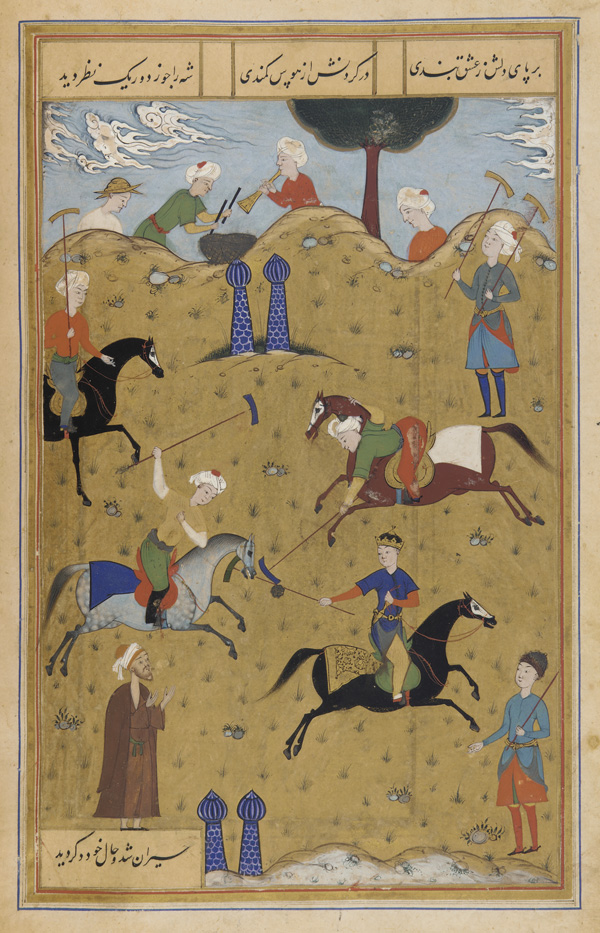
Игра в поло (персидская средневековая миниатюра)

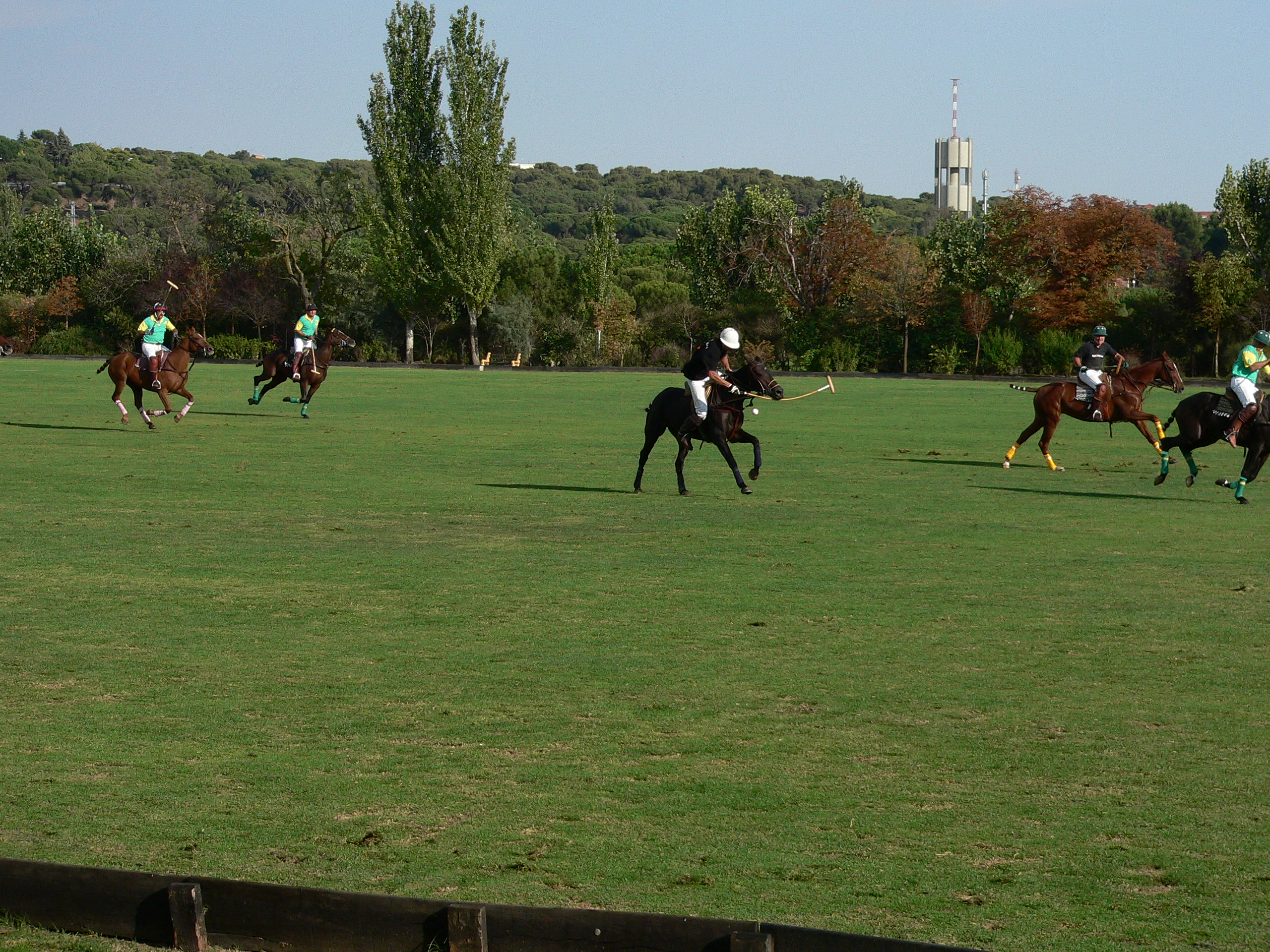
Игра в поло

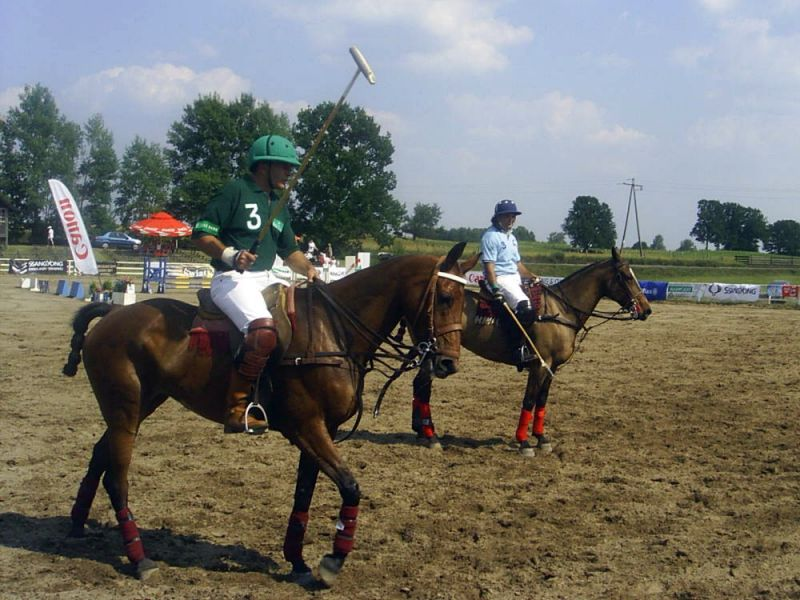
Игра в поло

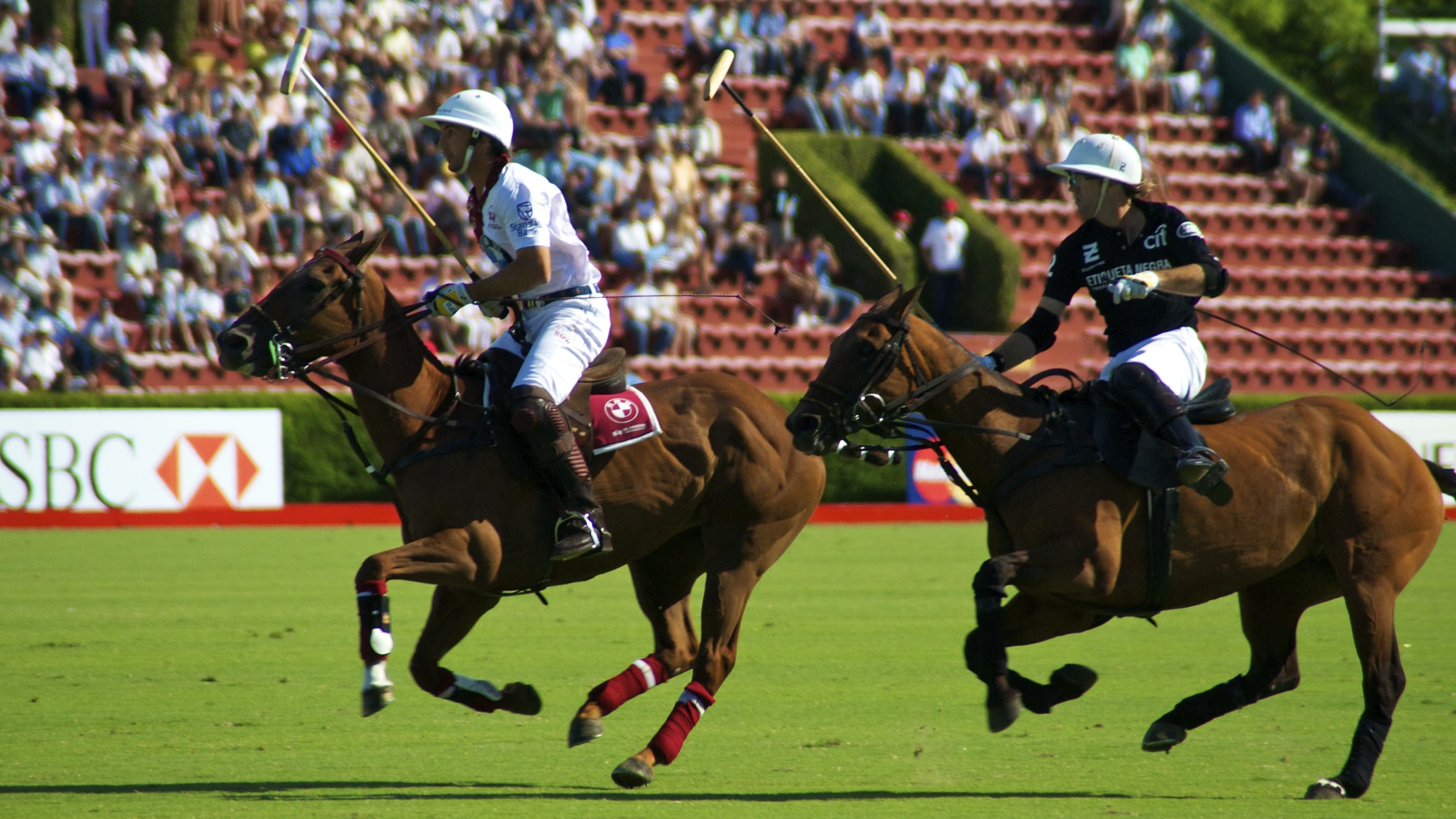
Чемпионат Polo в Аргентине

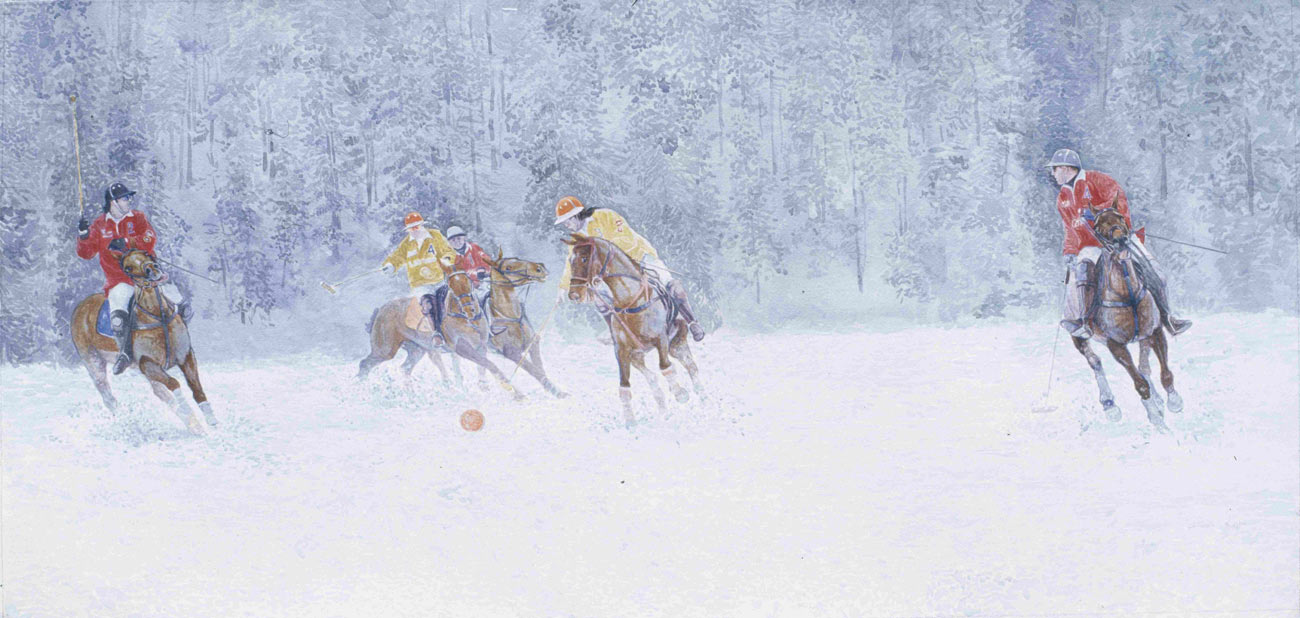
Игра в поло (Зимнее поло)художник С. Л. Кожин

По́ло (перс. چوگان‎) (англ. Polo) — командный вид спорта с мячом, в котором участники играют верхом на лошадях и перемещают мяч по полю с помощью специальной клюшки. Целью игры является поразить ворота соперника наибольшее количество раз.

## История
Зародилась в середине первого тысячелетия нашей эры как командная игра — игра човган (човган-поло). Човган была очень популярна в течение столетий на территории современного Азербайджана, Средней Азии, Ирана, Ирака, Таджикистана, Казахстана и в сопредельных тюркских стран. Фрагменты игры периодически изображались на старинных миниатюрах, а также давались подробные описания и правила игры в древних рукописях. Первые международные соревнования по игре човган были проведены среди наездников Среднего Востока в XII веке, в тогдашней культурной столице исламского мира городе Багдаде. Большую роль в распространении и развитии игры в Европе и во всем мире сыграли англичане. Так, привезённая первоначально из Индии (тогда — Империя Бабуридов) в Англию в XIX веке игра човган становилась все более популярной, а введение новых правил способствовало быстрому распространению этой игры в Европе и Америке.
Именно по инициативе англичан эта игра получила своё нынешнее название — конное поло — и была включена в программу II Олимпийских игр, проведённых в 1900 году в Париже. В соревнованиях приняли участие 5 команд из трёх стран.

## Правила
Команда состоит из четырёх игроков. Диаметр мяча для игры на открытом воздухе — 3¼ дюйма (8,3 сантиметра), вес — четыре унции (113,4 грамма). Клюшка традиционно изготавливается из бамбука или ивовых прутьев. Для игры выращивают и тренируют специальные породы пони.
Матч состоит из периодов, называемых чакка (англ. chukka), длительность периода — 7 минут. Матч, в зависимости от правил конкретного соревнования, может состоять из 4, 6, или 8 периодов. Наиболее популярен вариант из 6 периодов.
Спорт наиболее популярен в Англии, США, Индии, Пакистане, Аргентине и Австралии.
В программе Олимпийских игр в 1900, 1908, 1920-24, 1936.
С 1987 года разыгрывается чемпионат мира. Наибольших успехов достигли команды Аргентины, Бразилии, Чили и США.

## Поле
Игровое поле — 300 ярдов в длину и 160 — в ширину (по площади это примерно 5-6 футбольных полей). Ворота представляют собой две штанги в восьми ярдах друг от друга по центру лицевых линий поля.